# Dirty Movie
Dirty Movie (The Moguls, The Amateurs) ist eine US-amerikanisch-deutsche Filmkomödie von Michael Traeger aus dem Jahr 2005.

## Handlung
Andy Sargentee ist von Thelma geschieden und hat einen Sohn. Sargentee lebt von Jobs, die er nur für eine kurze Zeit behält. Ihn ärgert, dass der neue Freund seiner Ex-Ehefrau vermögend ist. Sargentee stellt fest, dass die Pornoindustrie eine Wachstumsbranche sei, die Chancen biete. Er beschließt, einen Pornofilm zu drehen. Der befreundete Some wird als Regisseur und Drehbuchautor gewonnen. Die anderen Freunde übernehmen weitere Aufgaben. Die Amateurfilmer schauen gemeinsam zur Inspiration haufenweise ermüdende Filme und drehen verschiedene übliche Szenen für Pornofilme, aber immer verhindern Gefühle und ungewollt komisch wirkende Entwicklungen das Vorhaben. Es beginnt bereits damit, dass die Freunde verschiedene Frauen ansprechen und sich daraus ernsthafte Gespräche und sogar zwei Beziehungen entwickeln. So verzichtet einer der Freunde auf seinen Gewinn, um stattdessen das – überdies harmlose – Filmmaterial der ersten gedrehten Solo-Szene seiner heimlichen Liebe vernichten zu können. Beim Dreh dreht sich aus Rücksicht vor den zaghaften Schauspielern das gesamte Filmteam um. In der zweiten Szene sollen drei farbige Gäste über eine junge Verkäuferin einer Fastfood-Kette herfallen. Bei den Dreharbeiten stellt sich sehr schnell heraus, dass alle drei Schauspieler dem Klischee eines Farbigen mit langem Glied nicht entsprechen und die Dreharbeiten werden jäh abgebrochen. Nachdem sich niemand traut, diesen Umstand auszusprechen, gibt es im weiteren Verlauf ungewollt komische Nachverhandlungen wegen der Gage und auch die zweite Szene bleibt unvollendet. Die dritte Szene spielt in einem Bettenlager, in dem angeblich alle Verkäuferinnen liebestoll sind, und tatsächlich erklärt sich eine Verkäuferin zur Erleichterung des frustrierten und eher schüchternen Sargentee bereit, sich mit der neuen und frisch geschiedenen Chefin zu vergnügen. Im Film wird man sie dann vor allem glücklich und ausgelassen auf den Betten herumspringen sehen. Die vierte Szene soll Sex von einem der Freunde mit einer erfahrenen älteren Frau zeigen. Dieser hat sich immer mit seinen Frauengeschichten gebrüstet und trägt ein Macho-Image zur Schau, obwohl viele seiner Freunde vermuten, dass er homosexuell ist. Nachdem er glaubt sich beweisen zu müssen, versagt er erst bei den Dreharbeiten. Er braucht den Trost seiner Freunde. Es springen spontan zwei zufällig vorbeikommende Bekannte ein – mit einer naiven Freude über eine solche Gelegenheit, was die Szene recht banal erscheinen lässt. Gedrängt, zu einem Ergebnis der Filmproduktion zu kommen, schneiden die Freunde die teils auch unvollständig gedrehten Szenen zusammen. Bei der privaten Premiere erscheint ausgerechnet der frisch aus dem Gefängnis entlassene Bruder der Verkäuferin des Fastfood-Restaurants und nachdem er Schlimmstes annimmt, verprügelt er alle Anwesenden und zerstört die Filmrolle, von der es noch keine Kopien gibt. Allerdings wurde auch mit einer weiteren Kamera die Geschichte der Dreharbeiten gefilmt. Und dieser Film wird ein Erfolg, weil er viel tiefgreifender, rührender und komischer ausfällt als die ursprüngliche Idee. Der eingespielte Gewinn hilft Sargentee beim Start seiner neuen Beziehung und der lange ersehnten Anerkennung bei seinem Sohn. Auch die anderen Freunde nutzen ihren Anteil für ein erfüllteres Leben.

## Kritiken
Matthew Leyland schrieb am 24. April 2006 für die BBC, der Film sei eine „verkalkulierte Mischung von Verderbtheit und Schmalz“. Er verschwende eine versprechende Idee und fähige Darsteller. Es gebe nichts zu sehen in jedem Sinne.
Peter Travers schrieb in der Zeitschrift Rolling Stone vom 7. Juni 2006, die Darsteller seien für diesen „Unsinn“ „überqualifiziert“. Sie würden jedoch dem Film einen „Kick“ verleihen, der den Zuschauer anspreche. Die Komödie beinhalte keine anstößigen Szenen.

## Hintergrund
Der Film wurde in den kalifornischen Orten Arcadia, Los Angeles, Lynwood, Piru und Santa Paula vom Mai bis August 2004 gedreht. Er hatte seine Weltpremiere am 6. Februar 2005 auf dem Santa Barbara Film Festival. Am 28. April 2006 wurde er in den britischen Kinos – unter dem Titel The Moguls – veröffentlicht. In den ausgewählten Kinos der USA startete er als The Amateurs im Januar 2007.